# David Fine (Regisseur)
David Fine (* 13. September 1960 in Toronto, Kanada) ist ein kanadischer Animator und Filmregisseur.

## Leben
Fine war schon als Jugendlicher im Filmbereich aktiv und drehte 8- und 16-mm-Filme, die auf kleineren Festivals gezeigt und ausgezeichnet wurden. Im Alter von 17 Jahren arbeitete er mit seinem Schulfreund Ron Mann am Kurzanimationsfilm The Only Game in Town, der 1983 als Bester Kurzfilm für einen Genie Award nominiert wurde. Fine und Mann arbeiteten in der Folge an weiteren Filmen zusammen. Nach Ende der High School zog Fine nach Montreal und nahm am dreimonatigen Student’s Film Program des NFB teil. In dieser Zeit entstanden drei weitere Kurzanimationsfilme; Fine arbeitete in der Zeit mit zahlreichen bedeutenden Animatoren zusammen, darunter Co Hoedeman, Janet Perlman und Caroline Leaf.
Anschließend besuchte er die National Film and Television School im britischen Beaconsfield, wo er an zwei halbstündigen Spielfilmen arbeitete. Hier lernte er die Britin Alison Snowden kennen und arbeitete unter anderem als Animationsassistent an ihrem 1986 oscarnominierten Kurzanimationsfilm Second Class Mail mit.
Nach Ende der Ausbildung zogen Fine und Snowden nach Kanada und arbeiteten bis 1989 am NFB. Als Snowden and Fine schufen beide verschiedene Kurzanimationsfilme, darunter den für einen Oscar nominierten George and Rosemary sowie In and Out. Sie kehrten 1989 nach London zurück und waren zunächst im Werbefilmbereich tätig. Es folgte 1994 der mit einem Oscar ausgezeichnete Kurzanimationsfilm Bob’s Birthday. Bob’s Birthday führte schließlich zur 52-teiligen Fernsehtrickserie Bob and Margaret, die in Großbritannien (Staffel 1 und 2) und Kanada (Staffel 3 und 4) spielte und von 1998 bis 2001 entstand. Gemeinsam waren sie 2007 an der Entwicklung der Serie Shaun das Schaf beteiligt. Ihre Trickserie Ricky Sprocket, Showbiz Boy lief 2007 an, wurde jedoch bereits 2008 eingestellt.
Für den von den beiden inszenierten Kurzfilm Animal Behaviour erhielten sie 2019 einen Oscar-Nominierung.
Fine und Snowden sind verheiratet und haben eine Tochter. Beide leben seit 2005 in Vancouver, Kanada.

## Filmografie
- 1982: The Only Game in Town
- 1985: Second Class Mail
- 1987: People and Science: A Test of Time
- 1987: George and Rosemary
- 1988: The Wanderer
- 1989: In and Out
- 1991: Pink Komkommer
- 1991: The Boss
- 1993: Deadly Deposits
- 1994: Bob’s Birthday
- 1998–2001: Bob and Margaret (TV-Serie)
- 2007: Ricky Sprocket: Showbiz Boy
- 2007–2010: Shaun das Schaf (Shaun the Sheep) (TV-Serie)
- 2018: Animal Behaviour (Kurzfilm)

## Auszeichnungen
- 1983: Genie-Award-Nominierung, Bester Kurzfilm, für The Only Game in Town
- 1987: Jurypreis, Montréal World Film Festival, für George and Rosemary
- 1988: Genie Award, Bester Kurzfilm, für George and Rosemary
- 1990: UNICEF-Award der Berlinale, Bester Kurzfilm, für In and Out
- 1990: Genie-Award-Nominierung, Bester animierter Kurzfilm, für In and Out
- 1994: BAFTA-Nominierung, Bester Animationsfilm, für Bob’s Birthday
- 1994: im Wettbewerb um den Goldenen Bären der Berlinale, Kategorie Bester Kurzfilm, mit Bob’s Birthday
- 1994: Genie-Award-Nominierung, Bester Kurzfilm, für Bob’s Birthday
- 1994: Gordon Bruce Award for Humor, Ottawa International Animation Festival, für Bob’s Birthday
- 1995: Oscar, Bester animierter Kurzfilm, für Bob’s Birthday